# Sei Fuwa
Sei Fuwa (不破整?, Fuwa Sei; Tokyo, 2 luglio 1915 – ...) è stato un calciatore giapponese, di ruolo portiere.

## Carriera

### Nazionale
Viene convocato per le Olimpiadi 1936 in Berlino.